# Oscar W. Gabriel
Oscar W. Gabriel (* 11. Juli 1947 in Daun) ist ein deutscher Soziologe und Politikwissenschaftler. 

## Leben
Seine Promotion erfolgte 1975 an der Universität Hamburg, seine Habilitation 1983 an der Universität Mainz. Er hatte von 1992 bis 2012 an der Universität Stuttgart einen Lehrstuhl inne, war Direktor am Institut für Politikwissenschaft bzw. Sozialwissenschaften und Leiter der Abteilung „Politische Systeme und Politische Soziologie“. Von 1996 bis 1998 war er Dekan der Fakultät Geschichts-, Sozial- und Wirtschaftswissenschaften. An mehreren Universitäten und Forschungseinrichtungen betätigt sich Gabriel als Gastprofessor.
Von 2000 bis 2005 war er Vorsitzender des Wissenschaftlichen Beirates des ZUMA e. V., von 2000 bis 2003 Fachgutachter der Deutschen Forschungsgemeinschaft. Seit 2021 ist er Mitglied im Netzwerk Wissenschaftsfreiheit.
Seine Tätigkeitsschwerpunkte liegen in der Erforschung politischer Einstellungen, Verhaltensweisen und Partizipation sowie im Bereich der Theorien und Methoden der vergleichenden Politikwissenschaft.

## Auszeichnungen
- 2007: Offizier des Ordre des Palmes Académiques

## Schriften
- Herbert Marcuses Thesen zur Universalität der Herrschaft in der industriellen Gesellschaft. Anmerkungen zu einer Schlüsselkategorie der Gesellschaftsanalyse Herbert Marcuses. Dissertation. Universität Hamburg 1975.
- Politische Kultur, Postmaterialismus und Materialismus in der Bundesrepublik Deutschland. Zur Theorie und empirischen Analyse politischer Orientierungsmuster in der Bundesrepublik der siebziger Jahre. Habilitationsschrift. Opladen 1986, ISBN 3-531-11778-5.
- (Hrsg.): Handbuch Politisches System der Bundesrepublik Deutschland. 3., völlig überarb. und erw. Auflage. München u. a. 2005, ISBN 3-486-27343-4.
- (Hrsg.): Die EU-Staaten im Vergleich. Strukturen, Prozesse, Politikinhalte. 3. aktual. und erw. Auflage. Wiesbaden 2008, ISBN 3-531-42282-0.
- mit Jürgen W. Falter, Bernhard Weßels (Hrsg.): Wahlen und Wähler. Analysen aus Anlass der Bundestagswahl 2005. Wiesbaden 2009, ISBN 978-3-531-16413-7.
- Engagement in Freiwilligen-Organisationen. Produktivkapital einer modernen Gesellschaft? Wiesbaden 2010, ISBN 978-3-8100-3929-3.
- mit Bettina Westle (Hrsg.): Politisches Wahlverhalten. Eine Einführung. Baden-Baden 2010, ISBN 978-3-8329-5225-9.
- mit Bernhard Weßels und Harald Schoen (Hrsg.): Wahlen und Wähler: Analysen aus Anlass der Bundestagswahl 2009. Wiesbaden 2013, ISBN 978-3-658-01327-1.